# Österreichischer Arbeitskreis für Stadtgeschichtsforschung
Der Österreichische Arbeitskreis für Stadtgeschichtsforschung ist ein wissenschaftlicher Verein, der die Erforschung der Geschichte der Städte und Märkte in Mitteleuropa, besonders aber in Österreich, betreibt. Bis zu dessen Schließung im Jahr 2011 war er Mitträger des Ludwig-Boltzmann-Instituts für Stadtgeschichtsforschung. Sitz des Vereins ist in Wien.

## Aufgaben und Arbeitsschwerpunkte
- Organisation und Koordination der Forschung auf dem Gebiet der vergleichenden Stadtgeschichte
- Förderung von stadtgeschichtlichen Forschungen und Verbreitung ihrer Ergebnisse durch Publikationen
- Veranstaltung von wissenschaftlichen Tagungen
- Wissenschaftlicher Meinungsaustausch und Zusammenarbeit mit einschlägig tätigen Wissenschaftern und wissenschaftlichen Institutionen des In- und Auslandes
- Erstellung einer Städtebibliographie

## Gründung und Geschichte
Am 3. Juli 1969 trat auf Initiative des Direktors des Archivs der Stadt Linz, Wilhelm Rausch, die konstituierende Versammlung des Österreichischen Arbeitskreises für Stadtgeschichtsforschung im Archiv der Stadt Linz zusammen. Wilhelm Rausch wurde dabei zum Vorsitzenden des Arbeitskreises gewählt. Das erste Büro bezog der Arbeitskreis 1970 im Haus der Technik, Stockhofstraße 32 in Linz, wo auch der Oberösterreichische Musealverein seinen Sitz hatte.
Ebenfalls im Jahr 1970 beschloss der Vorstand, einen wissenschaftlichen Beirat einzurichten, der dem Arbeitskreis in wissenschaftlichen Fragen beratend zur Seite stehen sollte.
1975 kam es nach jahrelangen Bemühungen zur Gründung einer Ludwig Boltzmann Forschungsstelle für Stadtgeschichte unter der Leitung von Wilhelm Rausch. Der Arbeitskreis war Mitträger dieser Institution. Dort war auch lange Zeit das Sekretariat des Arbeitskreises angesiedelt.
Mit Anfang 1977 wurde die Forschungsstelle zu einem Institut für Stadtgeschichtsforschung der Ludwig Boltzmann Gesellschaft aufgewertet. Arbeitsschwerpunkte waren die Österreichische Städtebibliographie, der Elenchus fontium historiae urbanae und Dokumentation des gedruckten Schriftgutes zur Stadtgeschichte.
Anfang Juli 1977 wurde in Wien eine Zweigstelle des Instituts unter der Leitung von Felix Czeike gegründet. Arbeitsschwerpunkte sind der Österreichische Städteatlas und der Historische Atlas von Wien. Die Zweigstelle ist im Wiener Stadt- und Landesarchiv angesiedelt.
Das Linzer Ludwig Boltzmann Institut für Stadtgeschichtsforschung und der Österreichische Arbeitskreis für Stadtgeschichtsforschung übersiedelten 1983 in das revitalisierte Objekt Römerstraße 14 im Bereich des Linzer Schlosses.
1985 wurde die Zeitschrift „Pro Civitate Austriae“ als Tätigkeitsbericht für das Ludwig Boltzmann Institut für Stadtgeschichtsforschung und den Österreichischen Arbeitskreis für Stadtgeschichtsforschung ins Leben gerufen.
Am 24. November 1988 wurde erstmals der Preis der von Wilhelm Rausch ins Leben gerufenen Stiftung „Pro Civitate Austriae“ verliehen.
Ende Juni 1990 legte Wilhelm Rausch nach mehr als zwei Jahrzehnten die Leitung des Arbeitskreises zurück. Den Vorsitz übernahm für kurze Zeit Felix Czeike. Im November 1993 wurde Fritz Mayrhofer, Direktor des Archivs der Stadt Linz, zum Vorsitzenden des Arbeitskreises gewählt.
Ende 1994 wurde das Ludwig Boltzmann Institut für Stadtgeschichtsforschung in Linz geschlossen. Die Wiener Zweigstelle wurde von nun an als Institut weitergeführt. Der Arbeitskreis führte die Institutsbibliothek als öffentliche Bibliothek weiter.
Ende 2002 musste der Arbeitskreis wegen Ablauf des Mietvertrags in das Haus Pfeifferstraße 22 in Linz-Urfahr übersiedeln. Die stadtgeschichtliche Bibliothek wurde vom Archiv der Stadt Linz in die dortige Bibliothek übernommen.
2008 legte Fritz Mayrhofer das Amt des Vorsitzenden zurück, sein Nachfolger Walter Schuster, seit Dezember 2004 Direktor des Archivs der Stadt Linz, führte den Vorsitz bis Ende 2011. Mit der Verlegung des Sitzes des Arbeitskreises nach Wien übernahm Andreas Weigl vom Wiener Stadt- und Landesarchiv dieses Amt.

## Stiftung Pro Civitate Austriae
Der Verein verwaltet die Stiftung „Pro Civitate Austriae“, deren Ziel die Förderung wissenschaftlicher Forschung auf dem Gebiet der Stadtgeschichte ist.
Die Stiftung schreibt zweijährlich den Preis „Pro Civitate Austriae“ aus, der für herausragende wissenschaftliche Arbeiten vergeben wird. Seit dem Jahr 2008 wird gemeinsam mit dem Österreichischen Städtebund das „Studiengeld für Stadtgeschichtsforschung“ verliehen, mit dem herausragende universitäre Abschlussarbeiten prämiert werden.
Die Preisverleihungen finden im Rahmen der jährlichen Vollversammlung des Arbeitskreises in Wien statt.
Im Jahr 2020 ging ein Teil des Preises an die Mittelalterarchäologin Kerstin Geßner für ihre Dissertationsschrift „Die Vermessung des Kosmos. Zur geometrischen Konstruktion von urbanem Raum“, in der sie u. a. den Stadtplan des Babenbergischen Wiens analysiert.

## Vorstand
Die aktuelle Zusammensetzung des Vorstandes ist auf der Homepage des Vereines abrufbar.

## Mitarbeiter und Ehrenmitglieder
Der Gründer Wilhelm Rausch ist Ehrenvorsitzender des Arbeitskreises.
Die Mitarbeiter des Arbeitskreises, die die Vereinsarbeit leisten, sind Historiker, welche hauptsächlich Stadtgeschichtsforschung betreiben. Unter den ernannten Ehrenmitgliedern des Arbeitskreises finden sich prominente Historiker, unter anderem Peter Johanek, Heinrich Koller und der langjährige Vorsitzende Fritz Mayrhofer. Unterstützende Mitglieder des Arbeitskreises für Stadtgeschichtsforschung sind laut dessen Satzungen solche, die die Vereinstätigkeit vor allem durch Mitgliedsbeiträge unterstützen.
Über die Aufnahme als Mitarbeiter oder unterstützendes Mitglied entscheidet der Vorstand.

## Publikationen
Einer der Vereinszwecke ist die Herausgabe einschlägiger Publikationen.
- In der Reihe „Beiträge zur Geschichte der Städte Mitteleuropas“ werden Bände herausgegeben, die die Ergebnisse von Tagungen präsentieren.[3]
- Seit 1985 erscheint die Zeitschrift „Pro Civitate Austriae“.[2]
- Österreichbezogen war die Reihe „Forschungen zur Geschichte der Städte und Märkte Österreichs“, in der zwischen 1978 und 2002 insgesamt 6 Bände erschienen.[4]
- Der Österreichische Städteatlas, bearbeitet im Ludwig Boltzmann Institut für Stadtgeschichtsforschung, ist ein Teil des Europäischen Städteatlas. Der Atlas umfasst als historisch-topografisches Kartenwerk neben umgezeichneten und reproduzierten Originalkarten einen wissenschaftlichen Kommentar und eine thematische Karte zur Siedlungsentwicklung der jeweiligen Stadt.

Auf der Website des Arbeitskreises sind die Publikationen samt Inhaltsverzeichnis abrufbar und können auch direkt bestellt werden.

## Städtebibliographie
Nach den Empfehlungen der „Commission Internationale pour l’Histoire des Villes“ wurde vom Österreichischen Arbeitskreis für Stadtgeschichtsforschung gemeinsam mit dem Ludwig Boltzmann Institut für Stadtgeschichtsforschung 1984 die „Bibliographie zur Geschichte der Städte Österreichs“ in gedruckter Form herausgebracht.
Zum dreißigjährigen Bestehen des Arbeitskreises (1999) wurde die „Bibliographie zur Geschichte der Städte Österreichs“ aktualisiert, in eine Datenbank gestellt und als CD-ROM veröffentlicht.
Die nunmehr online verfügbare Datenbank wird durch mindestens ein jährliches Update auf dem aktuellen Stand gehalten. Sie enthält über 53.000 Einträge.